# Asmá al-Asad
Asmá Fawáz al-Asad (arabsky أسماء فواز الأسد‎, rozená Achras; * 11. srpna 1975 Londýn) je bývalá syrská investiční bankéřka, v letech 2000 až 2024 první dáma Sýrie z titulu manželky prezidenta republiky Bašára al-Asada.
V roce 1996 absolvovala King's College London, kde získala bakalářský titul z počítačové vědy a francouzské literatury. Po studiu pracovala v investičním bankovnictví, než se v prosinci 2000 provdala za al-Asada. Jako první dáma sehrála významnou roli při založení vládních organizací zabývajících se sociálním a hospodářským rozvojem. Činnost organizací byla pozastavena v důsledku vypuknutí syrské občanské války.
Spolu se svým manželem byla považována za jednoho z „hlavních ekonomických hráčů“ v Sýrii. Ovládala velkou část syrského bankovnictví, telekomunikace a obchod s nemovitostmi. V důsledku probíhající syrské občanské války na ni Evropská unie a Spojené státy americké uvalily sankce. Ve Spojeném království byla vyšetřována pro obvinění ze „systematického přístupu k mučení a vraždění civilistů, včetně použití chemických zbraní“ a podněcování k teroristickým činům.

## Mládí a vzdělání
Narodila se 11. srpna 1975 v Londýně v rodině sunnitských muslimů pocházejících ze syrského města Homs. Její otec Fawáz Achras byl kardiolog a matka Sahar Itrí byla diplomatka.
Vyrůstala v londýnském Actonu, kde navštěvovala školu Anglikánské církve a později soukromou dívčí školu. V roce 1996 absolvovala King's College London, kde získala bakalářský titul z počítačové vědy a francouzské literatury.

## Finanční kariéra
Po absolvování King's College London začala pracovat jako ekonomická analytička v Deutsche Bank. V roce 1998 nastoupila do J.P. Morgan & Co.
Chystala se studovat na Harvardově univerzitě, když se v roce 2000 v Damašku seznámila s Bašárem al-Asadem, rodinným přítelem.

## Veřejný život
Mediální analytici uvádí, že v době svého působení ve funkci první dámy se výrazně podílela na budování vztahů mezi režimem jejího manžela a veřejností a připisují jí pokrokové postoje v oblasti práv žen a vzdělávání.

### Syrská občanská válka
První větší kritiku si vysloužila za to, že se v březnu 2011 nevyjádřila k protestům požadujících ukončení vlády jejího manžela. Své první oficiální prohlášení pro mezinárodní média od začátku protestů vydala v únoru 2012.
Dne 23. března 2012 Evropská unie zmrazila její majetek a zakázala ji cestovat do zemí EU. V době, kdy bylo Spojené království v Evropské unii, mohla do této země cestovat díky svému britskému pasu.
Dne 16. dubna 2012 zveřejnily Huberta von Voss Wittig a Sheila Lyall Grant, manželky německého a britského velvyslance při OSN, čtyřminutové video, v němž žádají al-Asad, aby se zasadila o mír, a vyzývají jejího manžela, aby ukončil krveprolití ve své zemi.
Od bombového útoku na syrskou vojenskou rozvědku v červenci 2012 se přestala objevovat na veřejnosti, což vedlo ke spekulacím, že uprchla z Damašku či ze země. Dne 18. března 2013 se však objevila na veřejnosti při akci v damašské opeře. V říjnu 2013 vystoupila znovu na veřejnosti a opět vyvrátila zvěsti o svém odchodu: „Byla jsem tady včera, jsem tady dnes a budu tady i zítra“.
V březnu 2021 zahájila londýnská Metropolitní policie její vyšetřování pro obvinění ze „systematického přístupu k mučení a vraždění civilistů, včetně použití chemických zbraní“ a podněcování k teroristickým činům.

### ČlánekA Rose in the Desert
V únoru 2011 vyšel v časopise Vogue článek o al-Asad od módní publicistky Joan Juliet Buck. V článku se například uvádělo, že Sýrie je „místem bez bombových útoků, nepokojů a únosů“, protože režim jejího manžela intenzivně sleduje občany i cizince. Autorka článku popsala rodinu al-Asadových jako „divoce demokratickou“. Na jaře 2011 byl článek kvůli kritice smazán.
V červenci 2012 napsala Buck další článek, tentokrát však pro The Daily Beast, v němž se k al-Asad vyjádřila kriticky. V srpnu téhož roku napsala další článek pro The Telegraph, ve kterém tvrdě kritizovala al-Asad za to, že se podřizuje válečným zločinům režimu, a označila ji za „první dámu pekla“.

## Soukromý život
V prosinci 2000 se provdala za Bašára al-Asada. Mají spolu tři děti: syna Háfize (* 2001), dceru Zajn (* 2003) a syna Karíma (* 2005). V lednu 2013 její manžel v rozhovoru uvedl, že je těhotná. I přes toto tvrzení se se neobjevily zprávy o tom, že by měli čtvrté dítě.
Mezi její zájmy patří divadlo, opera a kino.
V srpnu 2018 bylo oznámeno, že se léčí s rakovinou prsu. O rok později veřejně prohlásila, že se uzdravila.
Na začátku března 2021 byla spolu s manželem pozitivně testována na covid-19. Prezidentská kancelář oznámila, že jsou v dobrém zdravotním stavu s „lehkými příznaky“. Na konci tohoto měsíce bylo oznámeno, že se oba uzdravili a testy na toto onemocnění byly negativní.
Dne 21. května 2024 prezidentská kancelář oznámila, že al-Asad byla diagnostikována akutní myeloidní leukemie.
V prosinci 2024 údajně uprchla ze Sýrie do Ruska spolu se svými třemi dětmi. Podle některých médií poté podala žádost o rozvod a zvažuje návrat do rodného Londýna. Britský ministr zahraničí David Lammy však uvedl, že jde o sankcionovanou osobu, která již v Británii není vítaná.